# Новопролетарская

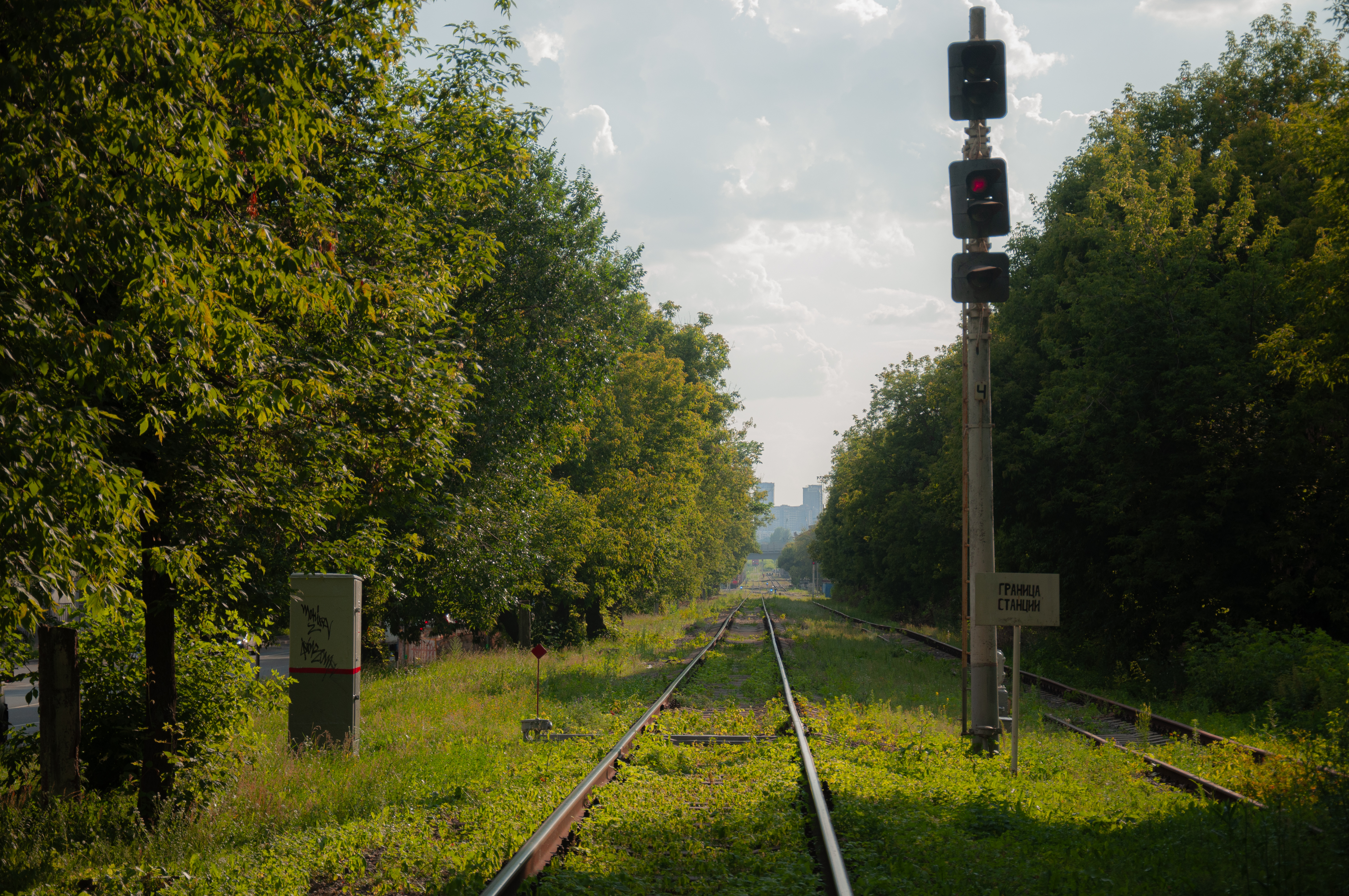
Входной светофор станции со стороны Перово

Новопролета́рская — железнодорожная станция Малого кольца Московской железной дороги в Москве. Входит в Московско-Курский центр организации работы железнодорожных станций ДЦС-1 Московской дирекции управления движением. По основному применению является грузовой, по объёму работы отнесена к 3 классу.

## Описание
Находится на соединительной линии Перово (парк Перово I) — Бойня (товарный парк).
Состоит из двух парков:
- новый парк — непосредственно на соединительной линии
- старый парк — на тупиковом ответвлении от линии. Также в некоторых источниках данный парк называют станцией Старопролетарская.

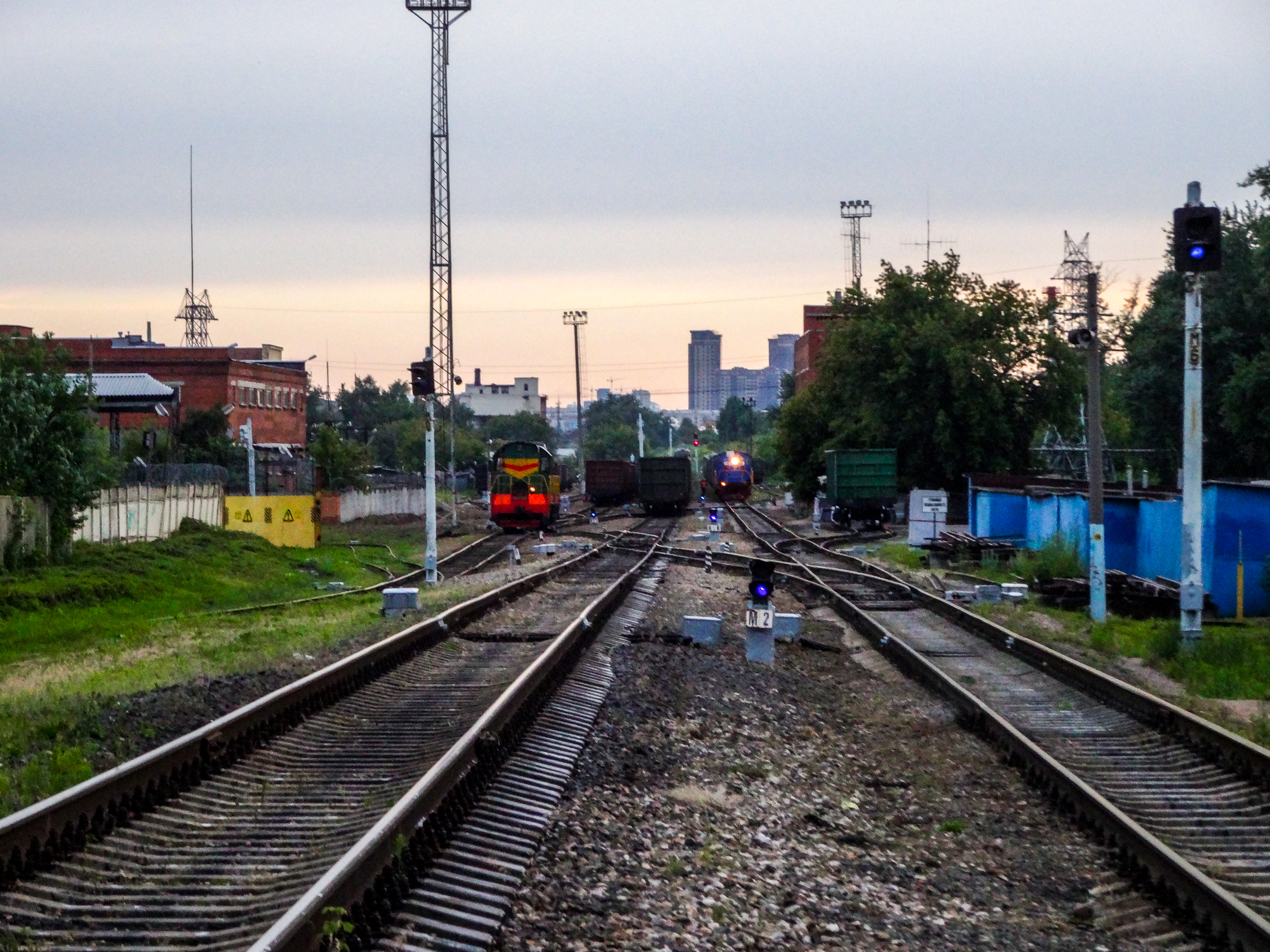
Станция Новопролетарская. Июнь 2014

Располагается на границе Нижегородского, Рязанского районов и района Текстильщики.
Под северо-восточной горловиной станции находится туннель, соединяющий Газгольдерную улицу и 2-й Грайвороновский проезд.
С западной стороны станции проходят пути к станции Бойня, с восточной — к станции Перово. Над нечетной горловиной станции проходит эстакада Юго-Восточной хорды. От четной горловины начинается путь к старому парку.

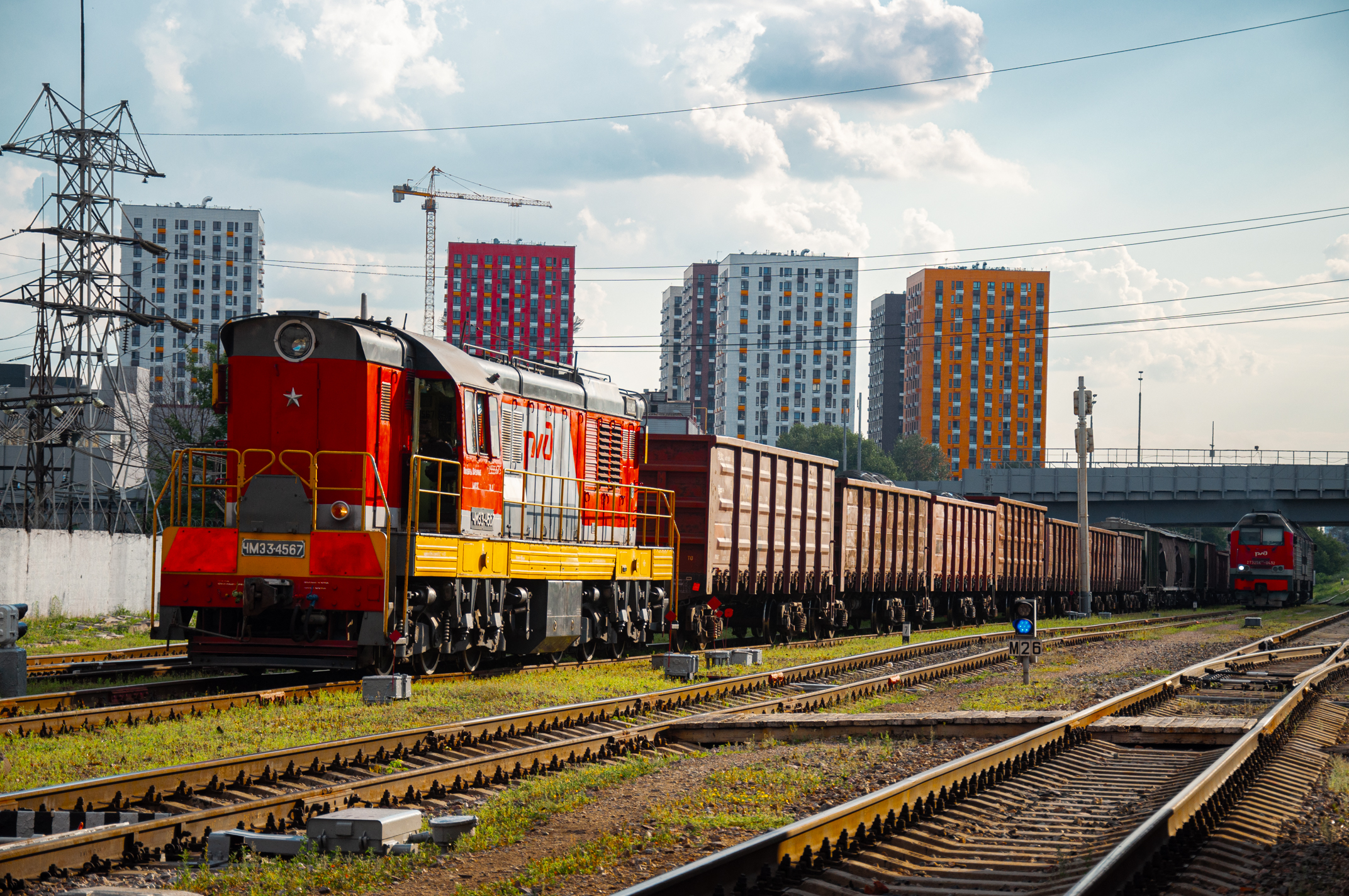
Тепловоз ЧМЭ3 на маневровой работе на станции

2 мая 2014 года станция закрыта для грузовой работы по параграфу 8н Тарифного руководства № 4. Осталась работа по параграфу 3 (Приём и выдача грузов повагонными и мелкими отправками, загружаемых целыми вагонами, только на подъездных путях и местах необщего пользования…).
По состоянию на 2024 год на станции ведется активная грузовая работа. Путь в сторону станции Бойня не используется.

## Старопролетарская
Старопролета́рская — парк станции Новопролетарская, часто называемый отдельной станцией, с западной стороны которого пути примыкают к станции Новопролетарская. В районе самой станции отходит ряд путей, ведущих к снесённому комбинату ЖБК № 2 (ранее комбинат ЖБИ), а также к бывшим заводам «Сатурн» и «Молния». В настоящий момент станция обслуживает лишь Карачаровскую металлобазу ООО «Металлсервис». Располагается на границе Кузьминского и Рязанского районов. За 600 метров до тупика железнодорожная линия до 2023 года делила на две части Окскую улицу. В 370 метрах от станции Новопролетарская имеется регулируемый железнодорожный переезд, пересекающий 2-й Грайвороновский проезд. 
В апреле 2023 года началось укорачивание и перенос железнодорожных путей на станции для соединения между собой двух разобщённых участков Окской улицы. 27 ноября 2023 года был открыт сквозной проезд по ней.

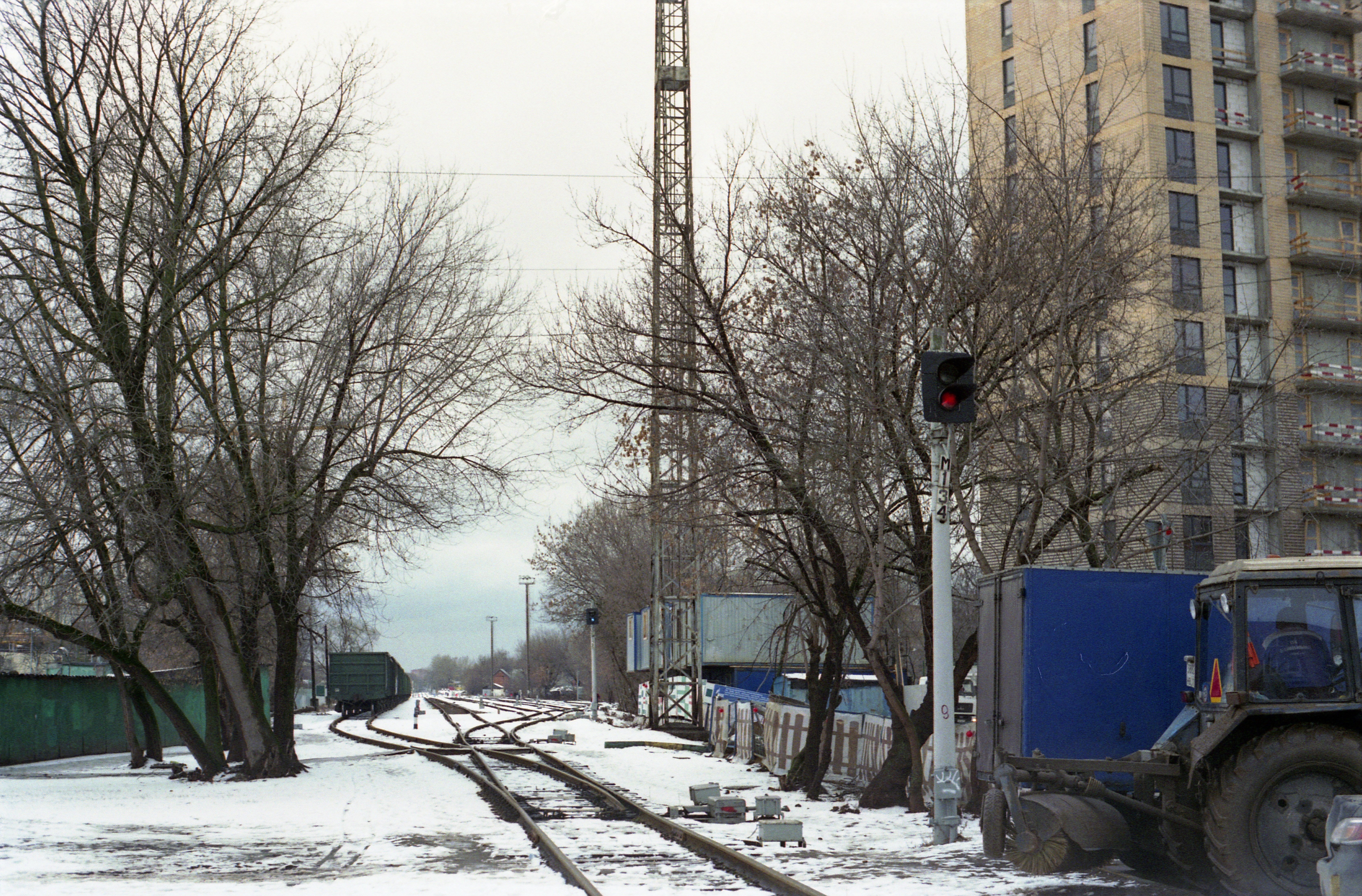
Вид от вытяжного тупика
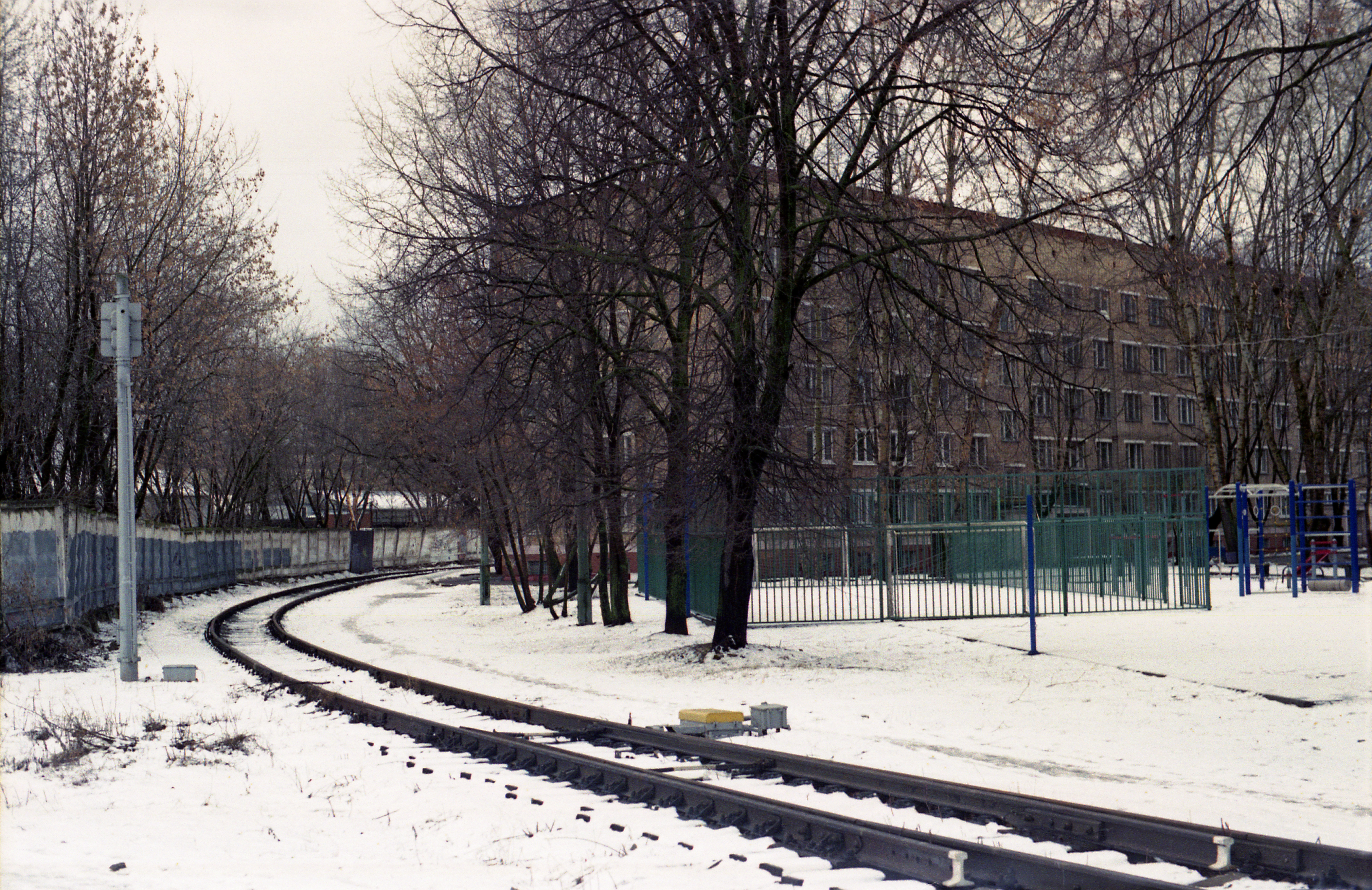
Кривая
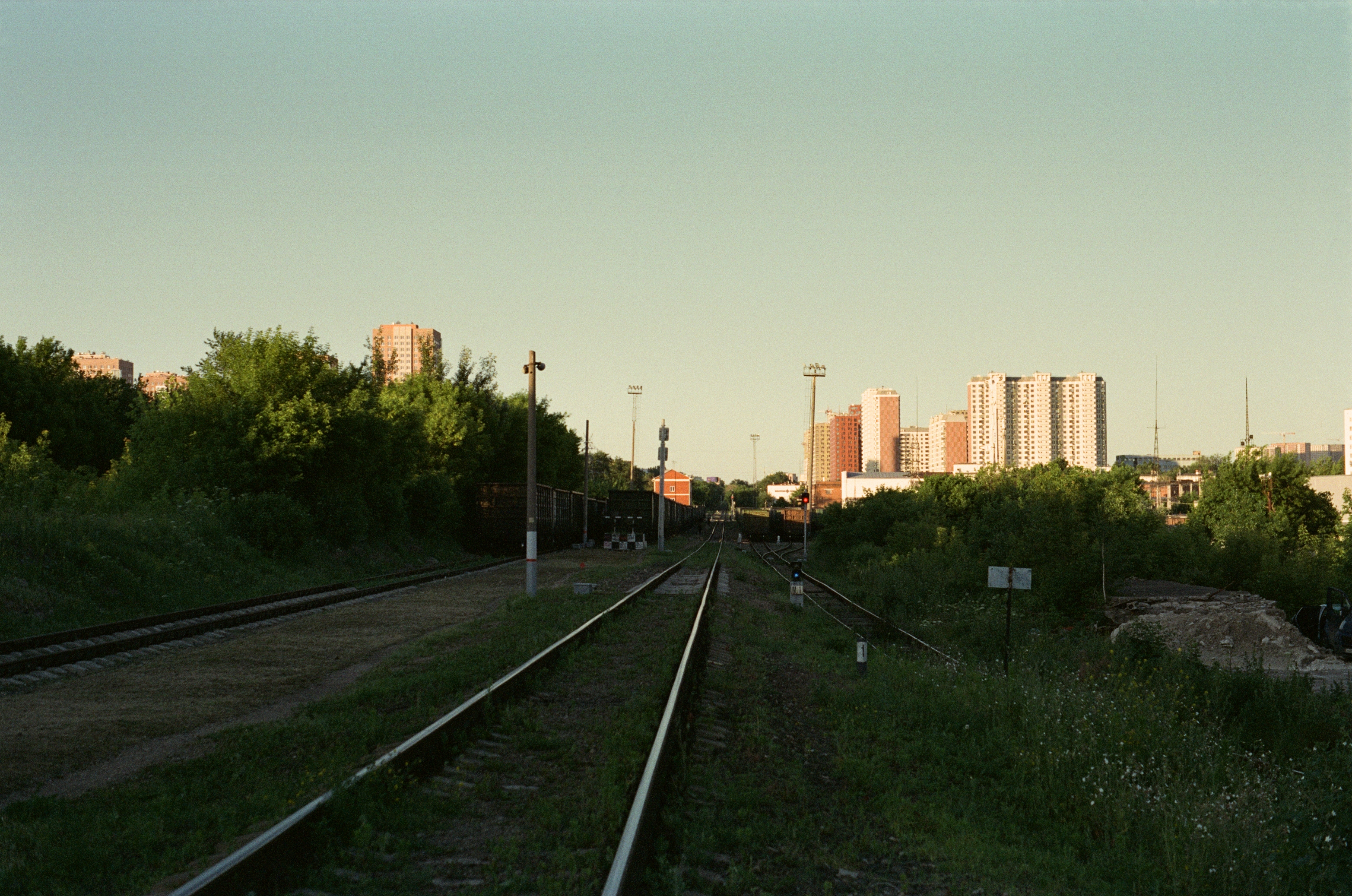
Новый парк, вид на восток